# Spazio connesso

Due sottoinsiemi del piano: uno connesso (in verde), l'altro non connesso (in viola) costituito da 4 componenti connesse

In matematica uno spazio topologico si dice connesso se non può essere rappresentato come l'unione di due o più insiemi aperti non vuoti e disgiunti. In maniera poco formale ma abbastanza intuitiva, possiamo dire che la connessione è la proprietà topologica di un insieme di essere formato da un solo "pezzo". Un sottoinsieme di uno spazio topologico si dice connesso se è uno spazio connesso con la topologia di sottospazio.
La connessione è uno dei principali invarianti usati per distinguere e classificare gli spazi topologici. I sottospazi connessi massimali di uno spazio topologico X sono le componenti connesse di X. In altre parole, le componenti connesse possono essere viste come i "pezzi" da cui è formato X.

## Definizione
Uno spazio topologico X si dice sconnesso o disconnesso se è l'unione di due aperti non vuoti disgiunti. Altrimenti X si dice connesso.
Esistono altre definizioni equivalenti a questa:
- X è connesso se gli unici sottoinsiemi contemporaneamente aperti e chiusi sono X stesso e l'insieme vuoto.
- X è connesso se non è l'unione di due insiemi chiusi, non vuoti e disgiunti.

Un sottoinsieme di uno spazio topologico è connesso se e solo se è connesso con la topologia di sottospazio.

### Componenti connesse
Le componenti connesse di uno spazio topologico sono i sottoinsiemi connessi massimali (rispetto all'inclusione). In altre parole, sono i sottoinsiemi di X connessi più grandi, ovvero i vari pezzi da cui X è formato. Se lo spazio X è connesso, esisterà una sola componente che coincide con X stesso. Se non lo è, le componenti connesse saranno due o più.
Le componenti connesse di uno spazio topologico ne formano una partizione: sono disgiunte, non vuote e la loro unione forma l'intero spazio. In generale, le componenti di uno spazio topologico non sono aperte; lo sono solo se ogni punto ammette un intorno connesso
Fissato un punto x nello spazio topologico, l'unione di tutti i connessi contenenti x è la componente connessa contenente x.

### Spazi totalmente disconnessi
Uno spazio topologico X è disconnesso (o sconnesso) se non è connesso. Tra questi, quelli le cui componenti connesse sono tutti e soli i punti di X sono detti spazi totalmente disconnessi.

## Esempi
- L'intervallo chiuso [0,1] è connesso. In generale, un sottoinsieme dei numeri reali è connesso se e solo se è un intervallo.
- L'unione degli intervalli [0,1) e (1,2] è disconnessa.
- L'insieme dei numeri reali è connesso.
- L'insieme dei numeri razionali come sottoinsieme dei reali è sconnesso, e in particolare è totalmente disconnesso.
- L'insieme {\displaystyle \mathbb {R} ^{n},n\geq 1}, con la topologia euclidea è uno spazio connesso.
- Il piano diviso da una retta è disconnesso.
- L'unione di alcune rette nel piano è uno spazio connesso se ce ne sono almeno due che non sono parallele.
- Ogni spazio con la topologia discreta è totalmente disconnesso. D'altro canto, uno spazio con un numero finito di punti può essere connesso con una diversa topologia.
- Ogni spazio vettoriale topologico su un campo connesso è connesso.
- L'insieme di Cantor è totalmente disconnesso.
- Uno spazio topologico con un numero infinito di punti e con la topologia cofinita è iperconnesso, localmente connesso e connesso.
- Lo spazio topologico prodotto {\displaystyle X\times Y}  di due spazi topologici {\displaystyle X} e {\displaystyle Y}, di cui almeno uno dei due è disconnesso, è a sua volta disconnesso.

## Connessione per cammini (o per archi)

Questo sottospazio di R² è connesso per cammini, perché un cammino può essere tracciato tra due punti qualsiasi nello spazio

Uno spazio topologico X è connesso per archi (o con terminologia equivalente, connesso per cammini) se per ogni coppia di punti x e y dello spazio esiste un arco che li collega.
Più formalmente, uno spazio X è connesso per archi (o per cammini) se comunque scelta una coppia di punti x,y in X, esiste una funzione continua {\displaystyle \alpha :[0,1]\to X} tale che {\displaystyle \alpha (0)=x} e {\displaystyle \alpha (1)=y}.

### Componenti connesse per cammini
Una componente del cammino di uno spazio topologico X è l'insieme di tutti i punti che possono essere connessi con un arco tra di loro. Formalmente, se definiamo la relazione d'equivalenza x equivalente a y se esiste un cammino da x a y, le componenti connesse per cammini sono le classi d'equivalenza di questa relazione.
Quindi, uno spazio X è connesso per archi se è formato da un'unica componente connessa per cammini. Se le componenti sono più di una, lo spazio non è connesso per archi.

### Rapporto tra connessione per cammini e connessione

Il seno del topologo è formato dal grafico della funzione e da un segmento verticale. Come sottospazio di è connesso ma non connesso per archi

Ogni spazio connesso per cammini è connesso. L'inverso non è sempre vero: esistono spazi connessi ma non connessi per archi.
Un esempio è dato dal sottospazio di {\displaystyle \mathbb {R} ^{2}} conosciuto come seno del topologo, e definito da
{\displaystyle Y=\left\{(0,y)\ {\big |}\ |y|\leq 1\right\}\cup \left\{\left.\left(x,\sin {\frac {1}{x}}\right)\ \right|\ x>0\right\}}
che è l'unione di un segmento verticale e di un "serpente" di lunghezza infinita che gli si avvicina oscillando sempre di più come illustrato in figura.
Per classi di spazi topologici che siano "sufficientemente regolari", le due nozioni coincidono. Ad esempio, i sottoinsiemi dei numeri reali R sono connessi se e solo se sono connessi per archi; questi sottoinsiemi sono gli intervalli di R.
Più in generale, gli insiemi aperti di uno spazio euclideo (es: Rn o Cn) sono connessi se e solo se sono connessi per cammini.
Inoltre, la connessione e la connessione per cammini sono la stessa cosa per gli spazi topologici finiti.

## Connessione locale
Uno spazio localmente connesso è uno spazio che è connesso "nel piccolo": ogni punto dello spazio ha cioè un sistema di intorni connessi. La definizione di spazio localmente connesso per archi è analoga.
La locale connessione è normalmente una proprietà minima di regolarità locale che viene richiesta affinché siano validi dei teoremi molto generali. Ad esempio, è spesso richiesta nella teoria dei rivestimenti.

## Proprietà
- Data una famiglia qualsiasi di insiemi connessi che hanno un punto in comune, la loro unione è un insieme connesso.
- Il prodotto di spazi connessi è uno spazio connesso.
- Due spazi topologici X e Y sono connessi se e solo se lo spazio prodotto X×Y è connesso
- Il quoziente di uno spazio connesso è uno spazio connesso.
- L'immagine di uno spazio connesso tramite una funzione continua è uno spazio connesso. Allo stesso modo, l'immagine di uno spazio connesso per archi tramite una funzione continua è uno spazio connesso per archi.
- La chiusura di uno spazio connesso è ancora connessa.
- Le componenti connesse sono sempre chiuse.
- Le componenti connesse di uno spazio localmente connesso sono anche aperte.
- Le componenti connesse di uno spazio sono unione disgiunta delle componenti connesse per cammini.
- Connessione, connessione per archi, connessione locale e connessione per archi locale sono invarianti topologici.
- Uno spazio totalmente disconnesso non è mai localmente connesso.

## Connessioni di ordine superiore
La connessione per archi può essere vista come la "connessione di ordine 0", in un contesto più generale di "connessione di ordine n", che intuitivamente misura la presenza di "buchi n-dimensionali" nello spazio topologico. Tra queste, la più usata è la connessione di ordine 1, o semplice connessione: questo concetto fondamentale in topologia risulta particolarmente utile anche in analisi, per verificare ad esempio l'esattezza di una forma differenziale definita su un aperto del piano o dello spazio.